# Ashland (Maine)
Ashland és una població dels Estats Units a l'estat de Maine (EUA). Segons el cens del 2000 tenia 1.474 habitants.

## Demografia
Segons el cens del 2000, Ashland tenia 1.474 habitants, 629 habitatges, i 398 famílies. La densitat de població era de 7,1 habitants per km².
Dels 629 habitatges en un 27,5% hi vivien nens de menys de 18 anys, en un 54,2% hi vivien parelles casades, en un 5,4% dones solteres, i en un 36,6% no eren unitats familiars. En el 30% dels habitatges hi vivien persones soles el 13,2% de les quals corresponia a persones de 65 anys o més que vivien soles. El nombre mitjà de persones vivint en cada habitatge era de 2,34 i el nombre mitjà de persones que vivien en cada família era de 2,9.
Per edats la població es repartia de la següent manera: un 23,7% tenia menys de 18 anys, un 6% entre 18 i 24, un 29,1% entre 25 i 44, un 25,6% de 45 a 60 i un 15,6% 65 anys o més.
L'edat mediana era de 40 anys. Per cada 100 dones de 18 o més anys hi havia 101,3 homes.
La renda mediana per habitatge era de 33.472 $ i la renda mediana per família de 40.185 $. Els homes tenien una renda mediana de 32.768 $ mentre que les dones 21.027 $. La renda per capita de la població era de 15.328 $. Entorn del 6,1% de les famílies i el 9,7% de la població estaven per davall del llindar de pobresa.